# Persoonlijkheidsstoornis
Een persoonlijkheidsstoornis is een psychische aandoening die gekenmerkt wordt door een star en duurzaam patroon van gedachten, gevoelens en gedragingen die binnen de cultuur van de betrokkene duidelijk afwijken van de verwachtingen.

## DSM-IV

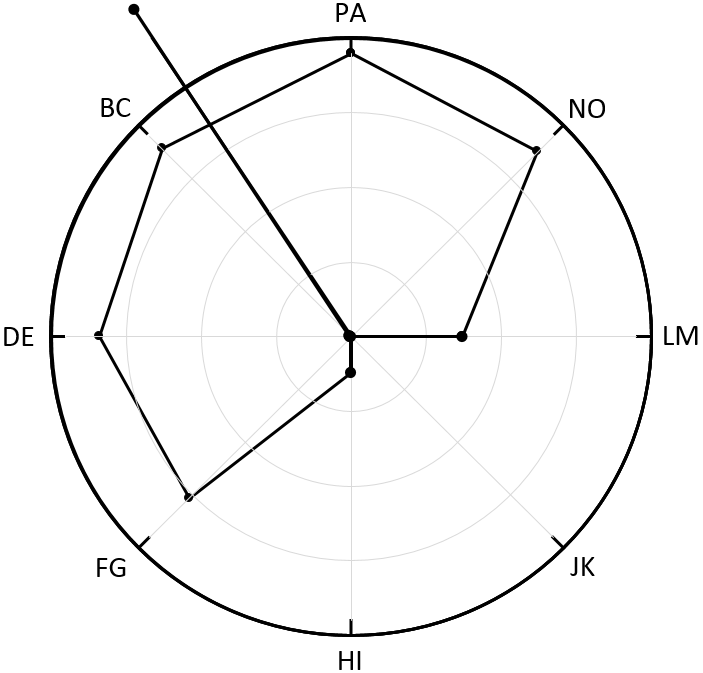
Antisociale persoonlijkheidsstoornis op interpersoonlijk circumplex

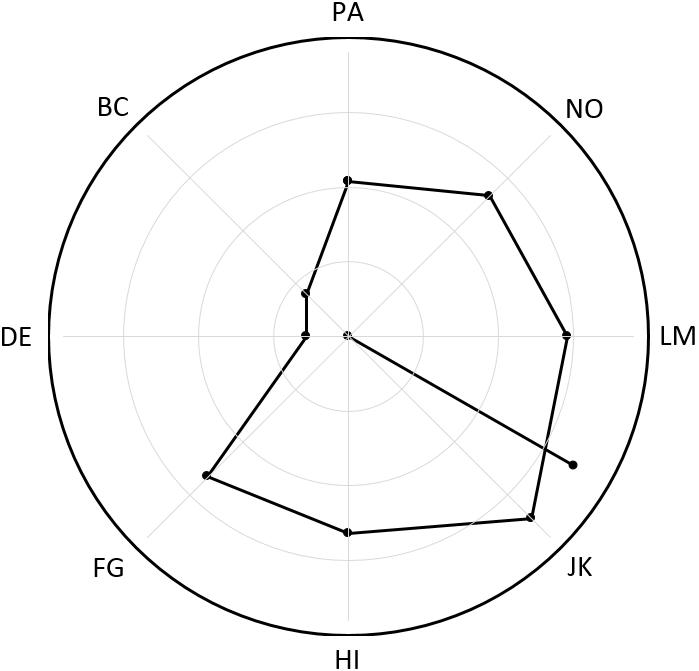
Afhankelijke persoonlijkheidsstoornis op interpersoonlijk circumplex

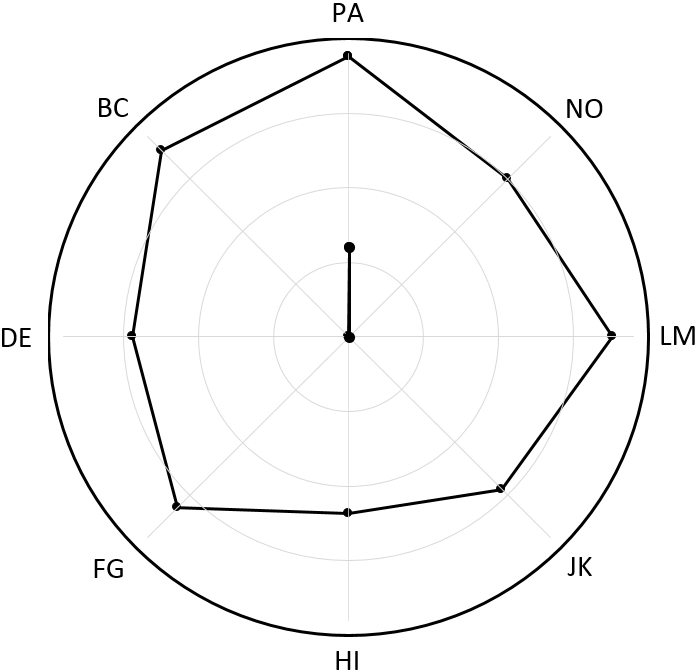
Borderline-persoonlijkheidsstoornis op interpersoonlijk circumplex

Het diagnosesysteem DSM-IV vermeldt tien persoonlijkheidsstoornissen, die in drie clusters of groepen zijn onderverdeeld:

### Cluster A
- Cluster A (vreemd of excentriek gedrag)
  - Paranoïde persoonlijkheidsstoornis
  - Schizoïde persoonlijkheidsstoornis
  - Schizotypische persoonlijkheidsstoornis

### Cluster B
- Cluster B (theatraal, emotioneel of grillig gedrag)
  - Antisociale persoonlijkheidsstoornis
  - Borderline-persoonlijkheidsstoornis
  - Theatrale persoonlijkheidsstoornis
  - Narcistische persoonlijkheidsstoornis

### Cluster C
- Cluster C (gespannen of angstig gedrag)
  - Ontwijkende persoonlijkheidsstoornis
  - Afhankelijke persoonlijkheidsstoornis
  - Dwangmatige persoonlijkheidsstoornis (niet te verwarren met de obsessieve-compulsieve stoornis)

### PDNOS
Naast bovengenoemde persoonlijkheidsstoornissen krijgt een grote groep ook de diagnose:
- Persoonlijkheidsstoornis niet anderszins omschreven (personality disorder not otherwise specified). Deze diagnose krijgen de mensen die niet binnen de criteria van een bepaalde persoonlijkheidsstoornis vallen, maar wel trekken hebben van twee of meer persoonlijkheidsstoornissen, dat wil zeggen, net niet voldoen aan de criteria ervan.

## DSM III
In het DSM-III werden ook de passief-agressieve persoonlijkheidsstoornis en de zelfkwellende persoonlijkheidsstoornis vermeld. Deze zijn in het DSM-IV echter verwijderd, omdat vooralsnog niet duidelijk is of dit afzonderlijke persoonlijkheidsstoornissen zijn. In het ICD-10 staan ze vermeld als varianten van afhankelijke persoonlijkheidsstoornis (F60.7).